# 娘西乡
娘西乡（藏語：ཉ་གཤིས，威利转写：nya-gshis），是中华人民共和国西藏自治区昌都市江达县下辖的一个乡镇级行政单位。

## 行政区划
娘西乡下辖以下地区：
古巴村、加桑村、嘎玖村、瓦根村、强白村、帮达村和山岩村。